# Ensino superior

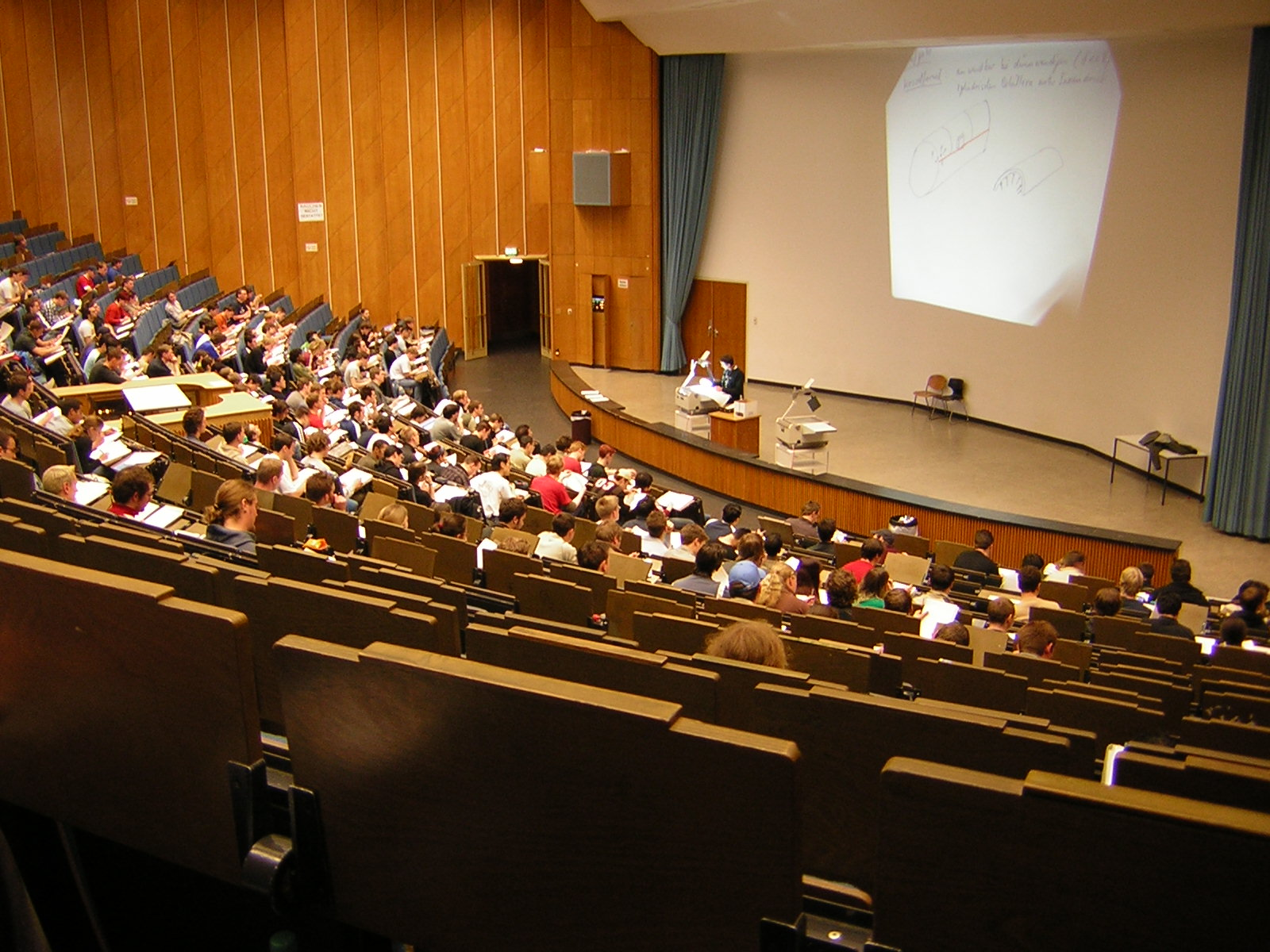
Aula na Universidade Técnica de Aachen.

O ensino superior, educação superior ou ensino terciário é o nível mais elevado dos sistemas educativos, referindo-se normalmente a uma educação realizada em universidades, faculdades, institutos politécnicos, escolas superiores ou outras instituições que conferem graus académicos ou diplomas profissionais.
Desde 1950, o artigo 2.º do primeiro protocolo à Convenção Europeia dos Direitos Humanos obriga todos os signatários a garantir o direito à educação. A nível mundial, o Pacto Internacional dos Direitos Económicos, Sociais e Culturais de 1966, das Nações Unidas, garante este direito no seu artigo 13.º, que estabelece que "a educação superior deverá tornar-se de acesso igualitário para todos, com base na capacidade, por todos os meios apropriados e, em particular, pela introdução progressiva da educação gratuita".

## Visão global do ensino superior

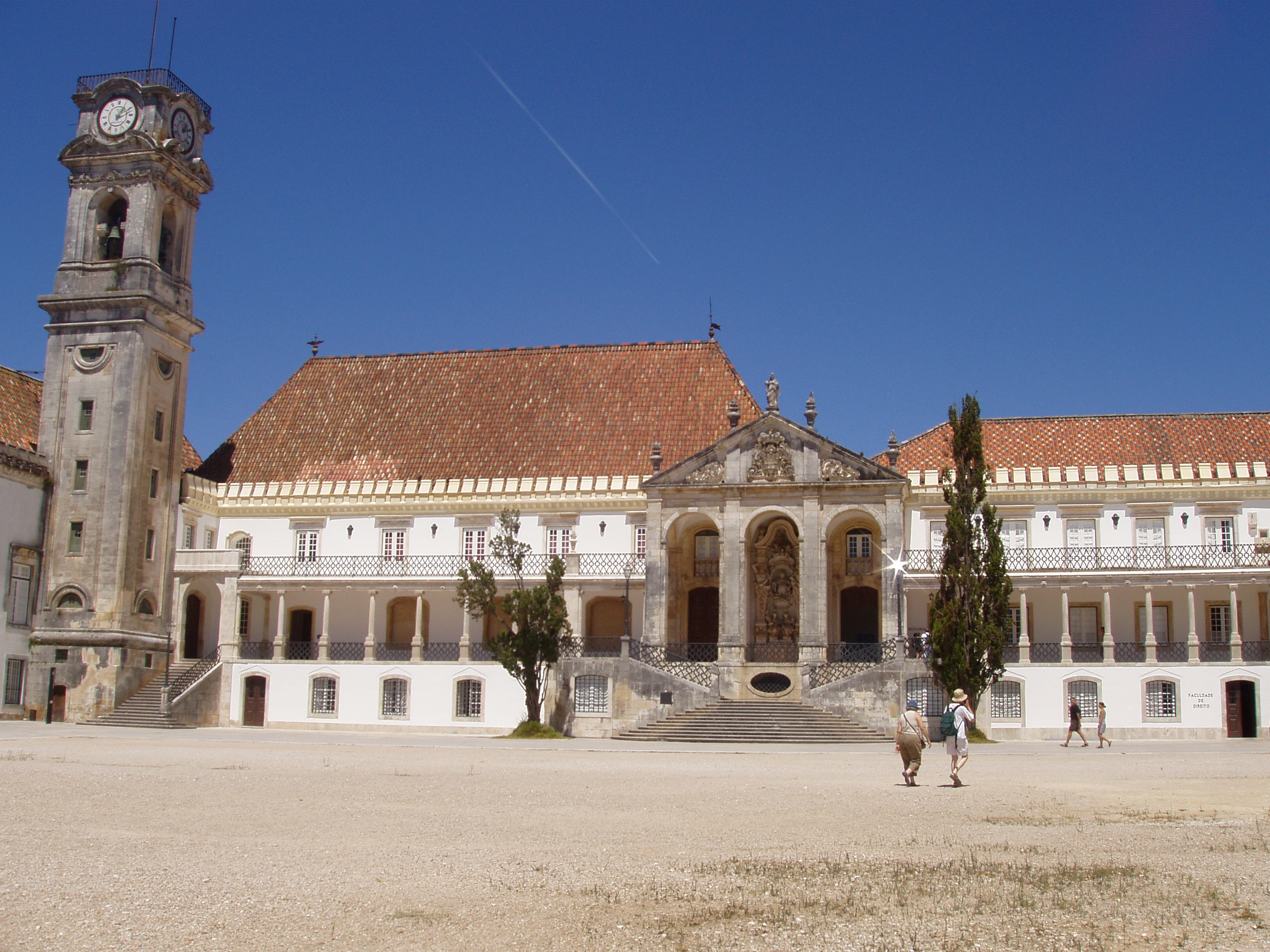
Universidade de Coimbra, uma das mais antigas instituições de ensino superior do mundo.

O ensino superior constitui o nível educacional que se segue à finalização do ensino secundário numa escola secundária, liceu, ginásio ou outro estabelecimento de ensino. Compreende normalmente estudos de graduação e estudos de pós-graduação, bem como estudos e formação de natureza vocacional. É realizado em estabelecimentos genericamente conhecidos como "instituições de ensino superior", que podem incluir instituições universitárias - como as universidades, as faculdades e os colégios universitários - e instituições de ensino superior técnico e vocacional - como os politécnicos, as escolas superiores e os colégios comunitários nos Estados Unidos. A realização de cada um dos ciclos do ensino superior confere geralmente um certificado, um diploma profissional ou um grau académico. Como normalmente é espectável que um aluno do ensino superior tenha um desempenho substancialmente superior ao de um aluno dos outros níveis de ensino, é frequente uma elevada taxa de abandono do ensino sem a obtenção de um diploma ou grau de final de curso.
O ensino superior inclui normalmente estudos, investigação, trabalhos práticos e, ocasionalmente, atividades sociais realizadas no âmbito da instituição de ensino superior. No âmbito dos estudos, os mesmos incluem tanto os de nível de graduação (referido ocasionalmente como "ensino terciário") como os de nível de pós-graduação. Este último nível normalmente é realizado apenas por alunos com qualificações muito altas que pretendem aprofundar os seus estudos e a sua proeficiência para lá do que seria necessário para o simples exercício profissional. Em alguns sistemas educativos - particularmente nos de modelo anglo-saxónico - a nomenclatura utilizada é diferente, sendo o nível de graduação referido como de "subgraduação" (undergraduate) e o de pós-graduação referido como de "graduação" (graduate).
O sistema educativo de alguns países, compreende um nível de ensino pós-secundário, mas de nível inferior ao do ensino superior. Este tipo de ensino destina-se normalmente a pessoas que não pretendem seguir o ensino superior, mas que desejam aprofundar a sua formação profissional a um nível mais avançado do que o do secundário. Nalguns países, a formação de alguns profissionais de nível intermédio - como professores de ensino primário, educadores de infância, engenheiros técnicos ou enfermeiros - é exclusivamente realizada neste sistema de ensino. Exemplos deste tipo de ensino são o da Further Education (educação adicional) do Reino Unido ou o antigo ensino médio de Portugal.

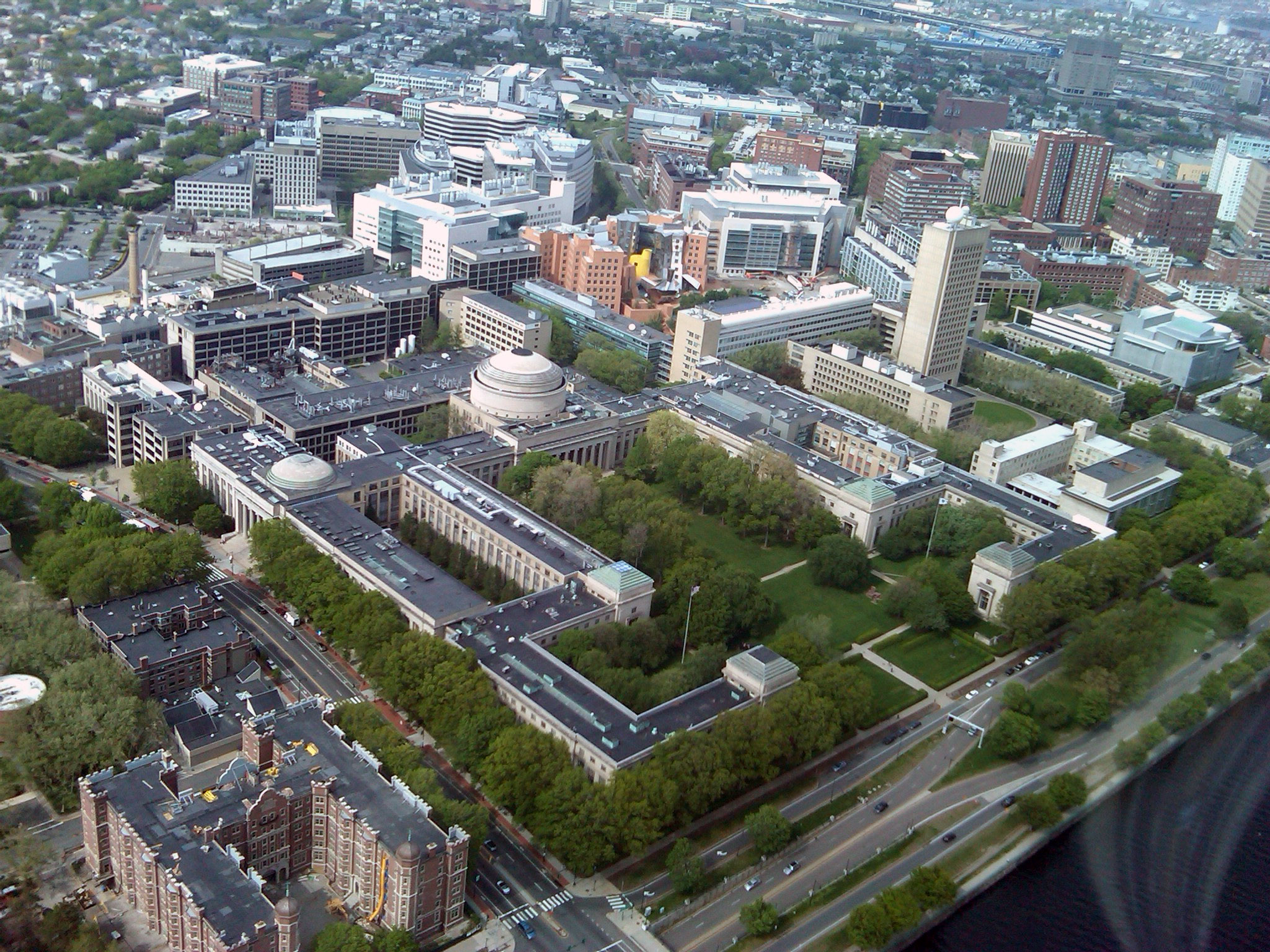
Campus do Instituto de Tecnologia de Massachusetts, uma das universidades mais conceituadas do mundo.

Em alguns países, o ensino superior inclui apenas o ensino universitário, realizado em universidades ou em outras instituições universitárias. Contudo, em outros países, para além do ensino universitário, existe um subsistema de ensino superior de caráter mais prático e vocacional, que oferece normalmente cursos de curta duração destinados a formar profissionais de nível superior que possam entrar mais rapidamente no mercado de trabalho. Neste tipo de ensino, normalmente não são realizados estudos de pós-graduação. Frequentemente, este tipo de ensino evoluiu a partir de antigos sistemas de ensino pós-secundário transformados em subsistemas de ensino superior. Exemplos são o do ensino politécnico de Portugal e o das Fachhochschulen (escolas técnicas superiores) da Alemanha.
Em muitos países desenvolvidos, uma grande percentagem da população (em alguns casos até 50%), acaba por aceder ao ensino superior em determinada altura da sua vida. A educação superior é portanto bastante importante para o desenvolvimento da economia, tanto como uma atividade económica em si, como uma fonte de pessoas instruídas e educadas para serem empregues nas restantes atividade económicas. Por outro lado, em alguns países desenvolvidos, tem sido dada uma primazia demasiada ao ensino superior em detrimento de outros níveis de ensino, levando à existência em excesso de profissionais de nível superior e à carência de profissionais especializados de nível médio.
Existe alguma discórdia na definição precisa do que deve ser considerado ensino pós-secundário, ensino superior ou ensino de pós-graduação. Por exemplo, deve o ensino superior incluir apenas os estudos que conduzem à obtenção de um grau formal ou devem também nele ser incluídos os cursos e estudos não formais realizados em instituições de ensino superior? Deverão os cursos de segundo ciclo do ensino superior também ser considerados estudos de pós-graduação ou só o deverão ser os estudos de terceiro ciclo?

## Ensino superior no Brasil
O ensino superior no Brasil foi, durante maior parte da história da educação no país, dominado por escolas superiores profissionais e faculdades isoladas. Em geral, as primeiras faculdades foram criadas após a transferência da corte portuguesa para o Brasil em 1808. Naquele ano, D. João VI criou uma escola superior de Medicina, de técnicas agrícolas, entre outras. Já as universidades — isto é, instituições que englobam várias escolas superiores destinadas à especialização profissional e científica — surgiram mais tardiamente, apenas no século XX, enquanto na América espanhola elas já se faziam presentes desde o século XVI.

## Ensino superior em Portugal
Em Portugal - segundo a Lei de Bases do Sistema Educativo - o ensino superior constitui uma das componentes da educação escolar, para além do ensino secundário e do básico. Por sua vez, o ensino superior compreende o ensino universitário e o ensino politécnico.
O ensino universitário é orientado por uma constante perspetiva de investigação e de criação do saber. Visa assegurar uma sólida preparação científica e cultural e proporcionar uma formação técnica que habilite para o exercício de atividades profissionais e culturais e fomente as capacidades de concepção, de inovação e de análise crítica. O ensino universitário realiza-se em universidades e em institutos universitários ou outras escolas universitárias não integradas.
O ensino politécnico é orientado por uma constante perspetiva de investigação aplicada e de desenvolvimento dirigido à compreensão e solução de problemas concretos. Visa proporcionar uma sólida formação cultural e técnica de nível superior, desenvolver a capacidade de inovação e de análise crítica e ministrar conhecimentos científicos de índole teórica e prática e as suas aplicações com vista ao exercício de atividades profissionais. O ensino politécnico realiza-se em escolas superiores ou outras escolas politécnicas, que podem associar-se em institutos politécnicos ou integrar-se em universidades.